# Vít Baránek
Vít Baránek (* 27. září 1974 Opava) je bývalý český fotbalový brankář, který hrál první fotbalovou Gambrinus ligu. Jeho bratrem je bývalý profesionální fotbalista a trenér Jan Baránek.

## Kariéra
S prvoligovým českým fotbalem začínal v Ostravě, kde byl jeden čas jedničkou týmu, jindy zase kryl záda jinému brankáři. To vše skončilo v roce 2001, kdy se stěhoval do Opavy, ale tam vydržel pouze jednu prvoligovou sezonu. V sezoně 2002–2003 působil na Slovensku. Od sezóny 2003 se stal hráčem Zlína a byl jasnou jedničkou týmu. Od sezóny 09/10 působi opět v Baníku Ostrava. Od roku 2012 působí v mužstvu Baník Ostrava jako trenér brankářů. Celkem odchytal v 1. lize 298 zápasů a vychytal 86 nul.